# 三田市立高平小学校
三田市立高平小学校（さんだしりつ たかひらしょうがっこう）は、兵庫県三田市下里に所在する公立小学校。

## 沿革
- 1873年 (明治6年) - 高平小学校の前身の三舟小学校・十倉小学校・木器小学校が創立[1]。
- 1943年 (昭和18年) - 二宮金次郎像が建立[1]。
- 1967年 (昭和42年) 1月26日 - 大舟小学校、小柿小学校、羽束小学校を統合して三田市立高平小学校開校[1]。
- 1967年 (昭和42年) 9月 - 校歌ができる[1]。
- 1985年 (昭和60年) - 運動場で毎年開かれる夏の催し「ふれあい大会」が始まる[1]。
- 1987年 (昭和62年) - 記念碑「はばたけ高平っ子」を20周年記念として建立[1]。
- 1996年 (平成8年) - 体育館を竣工[1]。
- 2006年 (平成18年) - 兵庫県知事よりグリーンスクールの表彰を受ける[1]。
- 2009年 (平成21年) - 図書ボランティア「風の音」が始まる[1]。
- 2016年 (平成28年)より放課後学習の「ひょうごがんばりタイム」が始まる[1]。
- 2017年 (平成29年) 1月21日 - 創立50周年記念式典が開催[1]。第2部では卒業生「ET-KING 」いときんによる講演（ステージ）が行われる[1]。
- 2017年 (平成29年) 1月26日 - 創立50周年を迎える。創立50周年記念で桜の木が植樹され、ゆるキャラ「葉ピネス」が選ばれる[1]。

## 基本データ

### 象徴
- 校章 - とんび
- 校花 - サツキ
- 校木 - ゴヨウマツ
- 校歌以外に「やさしさの歌」が歌い継がれている[1]。

## 学校生活
- 夏には、児童・教職員・保護者・地域が一体となった地域のお祭り「ふれあい大会」が毎年開催される。フィナーレでは、豪快かつ華麗な花火が打ち上げられる。
- ふれあいジョギング大会では、低・中学年１０００ｍ、高学年１５００ｍを走る[1]。

## 施設

### 時計
- 大時計に仕掛けがされており、夜になると電気がつく[1]。
- 校舎前（体育館横）には日時計がある[1]。
- 校門横にある風力時計「ふうた」が設置されている[1]。

### プール
- 大・小二つのプールがある[1]。

## 教育目標
- 「人とつながりよりよい自己をめざす」児童の育成 ～「やさしさ」「『ふるさと』高平」～

## 通学区域
- 小柿区（小柿１番地から46番地まで及び2404番地から2559番地までを除く) 、川原区、末吉区、布木区、田中区、十倉区、酒井区、鈴鹿区、下里区、上槻瀬区、木器区、波豆川区、下槻瀬区、市之瀬区[2]

※卒業後は基本的に三田市立上野台中学校に進学する。

## 著名な出身者
- いときん（ET-KING）[3]

## 交通
- JR宝塚線三田駅下車乗換、神姫バス『小柿』行き高平小前停留所下車すぐ

## 通学区域が隣接している学校
- 三田市立母子小学校
- 三田市立小野小学校
- 三田市立志手原小学校
- 宝塚市立西谷小学校
- 猪名川町立大島小学校
- 丹波篠山市立城東小学校